# Dampierre-en-Bray
Dampierre-en-Bray é uma comuna francesa na região administrativa da Normandia, no departamento de Sena Marítimo. Estende-se por uma área de 12,92 km². Em 2010 a comuna tinha 455 habitantes (densidade: 35,2 hab./km²).